# 朗里沃阿雷
朗里沃阿雷（法語：Lanrivoaré，法語發音：[lɑ̃ʁivwaʁe]）是法国菲尼斯泰尔省的一个市镇，属于布雷斯特区。

## 地理
朗里沃阿雷（48°28'26"N, 4°38'19"W）面积14.89 平方千米，位于法国布列塔尼大區菲尼斯泰尔省，该省份为法国最西部的省份，位于布列塔尼半岛西部，北西南三面环大西洋，东临阿摩尔滨海省和莫尔比昂省。
与朗里沃阿雷接壤的市镇（或旧市镇、城区）包括：普卢阿泽勒、布雷莱斯、普卢兰、圣勒南、特雷韦尔加特、米利扎克-吉普龙韦勒。

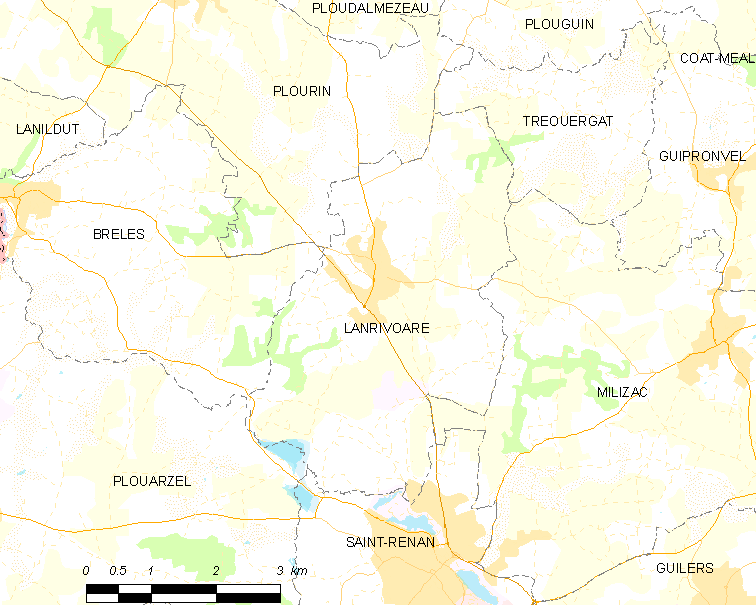
朗里沃阿雷的OSM定位图

朗里沃阿雷的时区为UTC+01:00、UTC+02:00（夏令时）。

## 行政
朗里沃阿雷的邮政编码为29290，INSEE市镇编码为29119。

## 政治
朗里沃阿雷所属的省级选区为圣勒南县。

## 人口

1962-2008年间朗里沃阿雷人口变化图示

朗里沃阿雷于2022年1月1日时的人口数量为1539人。